# Dorvillea pennata
Dorvillea pennata är en ringmaskart som först beskrevs av Edward Parfitt 1866.  Dorvillea pennata ingår i släktet Dorvillea och familjen Dorvilleidae. Inga underarter finns listade i Catalogue of Life.